# Gemeinde Kobarid
Kobarid (slowenisch; deutsch: Karfreit, italienisch: Caporetto, friaulisch: Cjaurêt) ist der Name einer Gemeinde und deren Hauptortes Kobarid im oberen Sočatal (italienisch: Valle dell'Isonzo) in Slowenien.
Sie ist vor allem als teilweiser Schauplatz und Namensgeber der Zwölften Isonzoschlacht von 1917 in Erinnerung, die in den meisten Sprachen „Schlacht von Caporetto“ (deutsch auch „Schlacht von Karfreit“) genannt wird.

## Lage
Kobarid ist die westlichste Gemeinde Sloweniens. Sie liegt am Schnittpunkt zweier Täler auf 234 Meter ü. M. Gegen Westen erstreckt sich das Tal der Nadiža mit dem Talschluss von Breginj, und gegen Südosten, in Richtung Tolmin (deutsch: Tolmein), öffnet sich das Tal der Soča (italienisch: Isonzo, deutsch: Sontig), das gegen Norden, in Richtung Bovec, Werschetzpass und Predilpass, von hohen Gipfeln der Julischen Alpen eingeengt wird.

## Ortsteile
- Avsa (deutsch: Alsbach)
- Borjana (deutsch: Burgan)
- Breginj (deutsch: Bergenach)
- Drežnica (deutsch: Dreschenz)

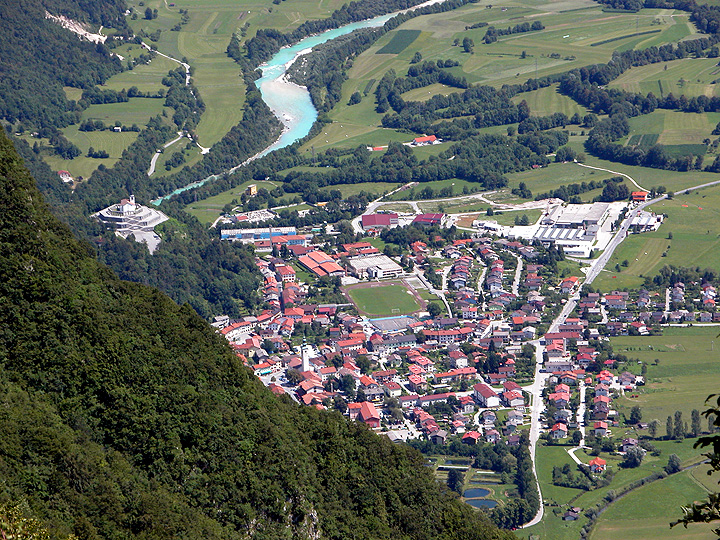
Blick auf Kobarid, die Soča im Hintergrund.

- Drežniške Ravne (deutsch: Raunach)
- Homec (deutsch: Hometz)
- Idrsko, (deutsch: Hidersch)
- Jevšček, (deutsch: Teuschech)
- Jezerca, (deutsch: Jesserz)
- Kobarid (deutsch: Karfreit)
- Koseč (deutsch: Sankt Jobst)
- Kred (deutsch: Artelsdorf)
- Krn (deutsch: Krennberg)
- Ladra (deutsch: Ladrach)
- Libušnje (deutsch: Glibuschen)
- Livek (deutsch: Libegg)
- Livške Ravne (deutsch: Raune)
- Logje (deutsch: Lotzenberg)
- Magozd (deutsch: Magost)
- Mlinsko (deutsch: Kaisersmühlen)
- Perati (deutsch: Peruth)
- Podbela (deutsch: Billach)
- Potoki (deutsch: Pittock)
- Robidišče (deutsch: Fenchenberg)
- Robič (deutsch: Robig)
- Sedlo (deutsch: Settel)
- Smast (deutsch: Schmast)
- Stanovišče (deutsch: Stainovisch)
- Staro selo (deutsch: Starusell)
- Sužid (deutsch: Suschit)
- Svino (deutsch: Schwino)
- Trnovo ob Soči (deutsch: Dornegg an der Sontig)
- Vrsno (deutsch: Urschenbach)

## Sehenswürdigkeiten
- Das Kobarid-Museum und der Wanderlehrpfad „Weg des Friedens“ erinnern an die blutigen Schlachten im Ersten Weltkrieg.

- Ausgrabungen der spätantiken Höhensiedlung auf dem Hügel Tonovcov grad
- Krn-Gebirgsmassiv, Wassersportler wissen
- das Wildwasser der Soča
- Kozjak-Wasserfall

## Weblinks

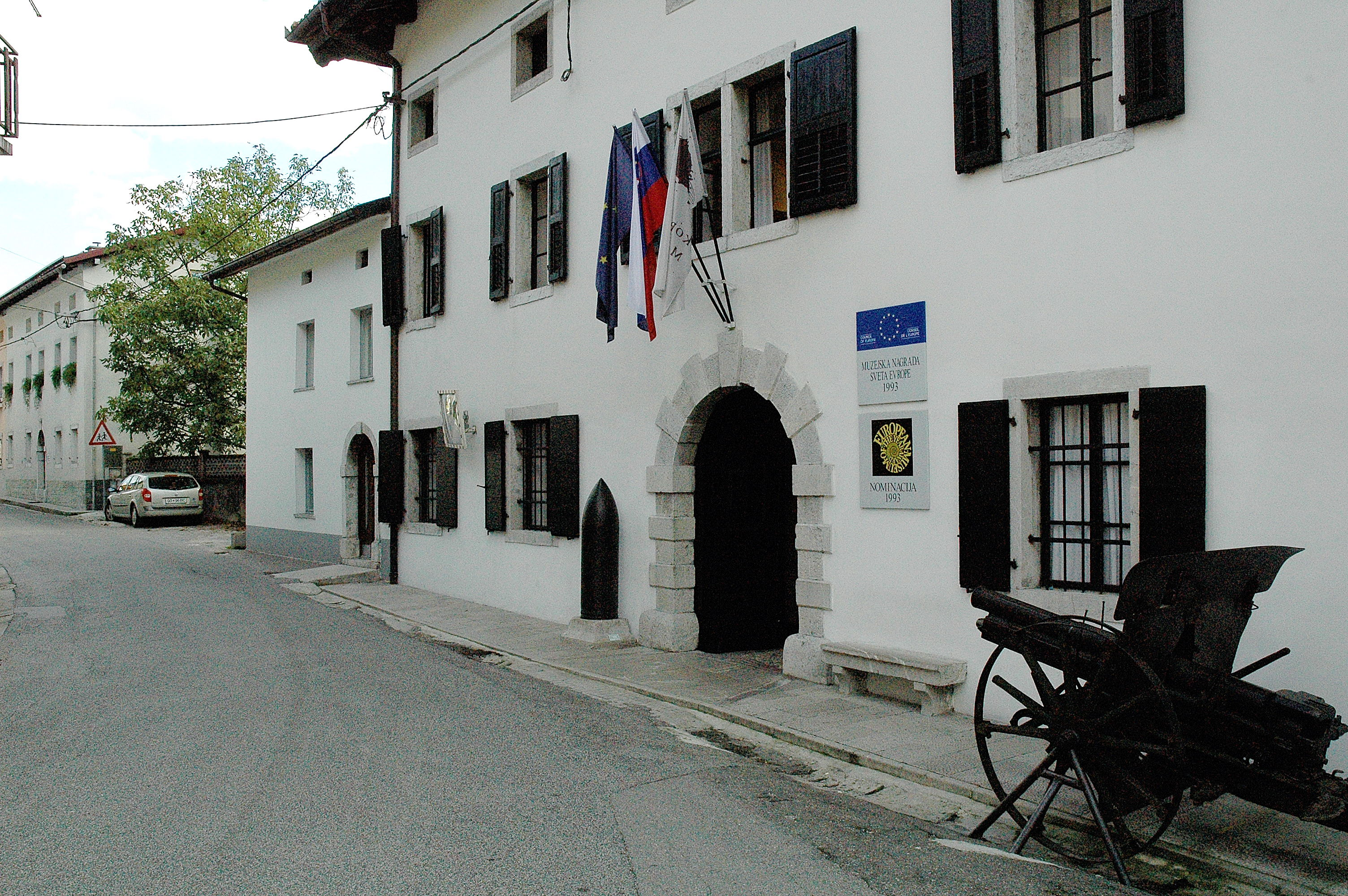
Karfreiter Museum
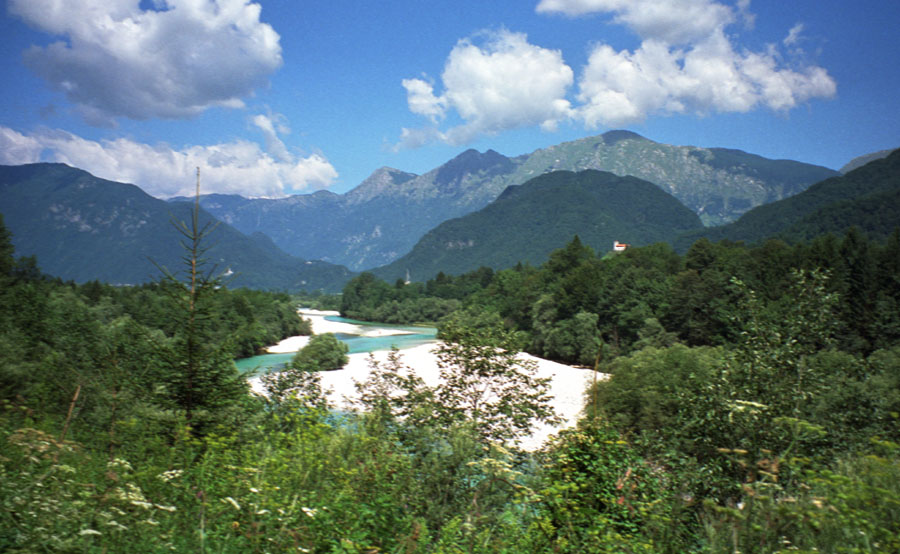
Das Sočatal (Isonzo) bei Kobarid
Isonzotal
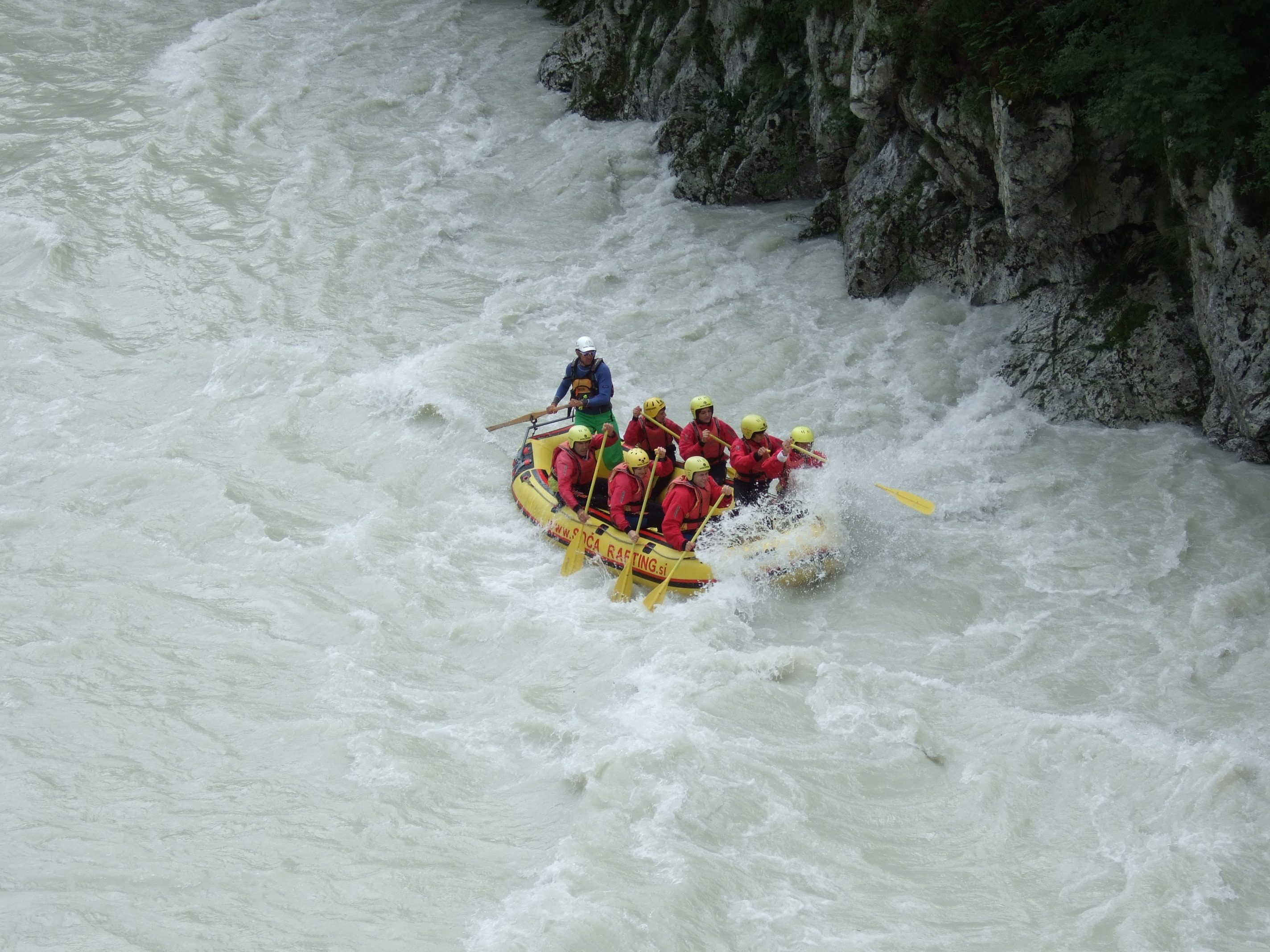
Rafting auf der Soča
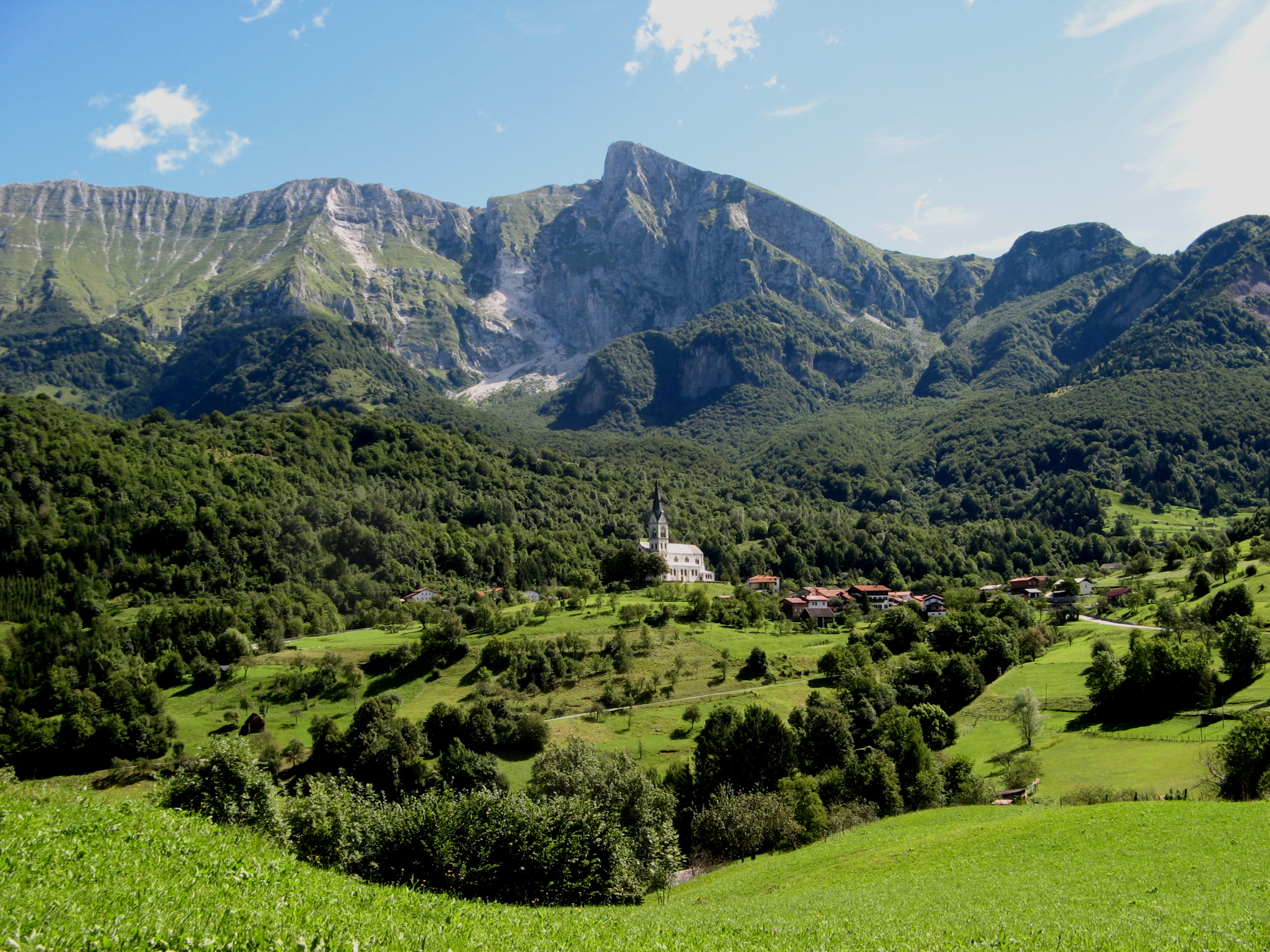
Drežnica mit der Hl.-Geist-Kirche von Hans Pascher

## Nachbargemeinden
| Italien | Bovec                                       | Bohinj |
| Italien | Kompassrose, die auf Nachbargemeinden zeigt | Tolmin |
| Italien | Italien                                     | Tolmin |